# Bernard Smyrak
Bernard Smyrak OCD, imię zakonne Bernard od Matki Bożej z Góry Karmel (ur. 21 lutego 1910 w Śpikówce (Zawoja), zm. 8 maja 1980 w Łodzi) – polski duchowny, karmelita, tłumacz, pisarz, poeta, redaktor naczelny „Głosu Karmelu”, inicjator budowy Klasztoru Karmelitów Bosych w Zawoi.

## Życiorys
Uczył się w pięcioklasowej szkole w Zawoi (1919–1924). Następnie uczył się w Prywatnym Gimnazjum oo. Karmelitów Bosych w Wadowicach (1924–1929). Od 1929 przebywał w nowicjacie w Czernej, w 1932 zaś zdał maturę. W latach 1932–1934 odbył studia teologiczne w Krakowie, w międzyczasie 31 lipca 1932 składając wieczyste śluby zakonne na ręce prowincjała o. Tomasza Pikonia. W trakcie studiów pracował jako redaktor w wydawnictwie „Głosu Karmelu”, jednocześnie na jego łamach publikując własne wiersze i teksty. 14 października 1934 otrzymał z rąk biskupa Stanisława Rosponda święcenia diakonatu, a 29 czerwca 1935 przyjął święcenia kapłańskie. W 1935 wyjechał na studia do Burgos w Hiszpanii, celem nauki języka hiszpańskiego oraz zapoznania się i pogłębienia doktryny św. Jana od Krzyża i św. Teresy z Ávili. W Hiszpanii tłumaczył na język polski dzieła karmelitańskich mistyków, w tym m.in. św. Jana od Krzyża.
Podczas jego pobytu w Hiszpanii wybuchła wojna domowa. Ze względu na zagrożenie życia, Smyrak postanowił wracać do Polski. W trakcie podróży powrotnej został schwytany przez republikański oddział partyzancki. Partyzanci wsadzili Smyraka do łódki bez wody pitnej, jedzenia i wioseł, odepchnęli ją od brzegu, drwiąc z duchownego, że modlitwy są jego jedyną szansą na ocalenie. Bernard modlił się do św. Józefa, obiecując, że jeśli zostanie uratowany, zbuduje kaplicę. Wiatr z czasem przywiał łódź z kapłanem z powrotem do brzegu, ratując go. W 1936 powróciwszy do Polski został redaktorem „Głosu Karmelu”, zaangażował się w reformę czasopisma i wydawanie „Kalendarza Głosu Karmelu” oraz zainicjował druk serii wydawniczej „Bibliotheca Carmelitana”. Sam także publikował na łamach czasopisma. W latach 1936–1938 był organizatorem kilkusetosobowych pielgrzymek dla III Zakonu Karmelitańskiego do Czernej do grobu Rafała Kalinowskiego. W lipcu 1938 powołany został na magistra dla kleryków w Krakowie.
Podczas II wojny światowej pełnił funkcję magistra kleryków w klasztorze we Lwowie, skąd powrócił do Zawoi w 1941. Wówczas zaangażował się w budowę domu wypoczynkowego dla młodzieży i wykładowców z wadowickiego gimnazjum oraz kaplicy i klasztoru. W 1943 został skierowany do Warszawy celem zorganizowania nowo powołanego domu zakonnego. Podczas powstania warszawskiego, był zaangażowany w duchową pomoc powstańcom, opiekował się rannymi oraz organizował zbiórki leków i materiałów opatrunkowych. 3 września 1944 został ranny, mimo to przebywał w Warszawie do kapitulacji powstania, a następnie został w ciężkim stanie przewieziony do szpitala św. Łazarza w Krakowie. Po powrocie do zdrowia udał się do Zawoi, gdzie do końca wojny przebywał w domu rodzinnym i odprawiał msze w rodzinnej miejscowości.
Po wojnie był zaangażowany w zapewnianie religijnej posługi mieszkańcom Zawoi mieszkającym w przysiółkach najbardziej odległych od kościoła parafialnego, a także w obiecanej św. Józefowi kaplicy, którą z jego inicjatywy mieszkańcy Zawoi wybudowali w 1946 roku. Smyrak, będąc do 1954 karmelitą konwentualnym w Wadowicach, prowadził roboty budowlane w Zawoi, angażując się w budowę kaplic pasyjnych, groty Matki Bożej z Lourdes oraz zakładając III Zakon Karmelitański i organizując pielgrzymki i rekolekcje, nabożeństwa, wycieczki górskie oraz spotkania dla młodzieży. W roku 1954 po przeniesieniu do klasztoru w Wadowicach, został dyrektorem III Zakonu i opiekunem Bractwa Dzieciątka Jezus. W 1958 został przeniesiony do klasztoru jezuitów w Krakowie, a w 1960 powrócił do Zawoi, gdzie w 1963 został przełożonym domu zakonnego. W 1966 został przeniesiony ponownie do klasztoru wadowickiego, a w 1972 do klasztoru w Łodzi.

### Życie prywatne
Był ósmym dzieckiem Marianny i Józefa Smyraków.
18 marca 1980 został potrącony przez samochód. Po wypadku ze wstrząśnieniem mózgu przez tydzień przebywał w szpitalu. Po miesiącu przewrócił się w kościele, gdzie upadając, uderzył głową w posadzkę. Na początku maja, z wylewem krwi do mózgu, trafił do łódzkiego szpitala, gdzie 8 maja zmarł.
Został pochowany na cmentarzu św. Rocha na Radogoszczu w Łodzi.

## Publikacje
Był autorem licznych przekładów z języka hiszpańskiego dzieł św. Jana od Krzyża opartych na oryginale. Poprawił zakwestionowane przez kościelną cenzurę poezje św. Teresy z Lisieux, tłumaczonych uprzednio przez Paulinę Kowalczewską. Był autorem modlitewników, życiorysów świętych, zbiorów rozmyślań i kazań, a także monografii i artykułów popularyzatorskich. Do 1950 na łamach „Głosu Karmelu” opublikował ponad 250 artykułów. W latach 1937–1939 wydał 22 pozycje nakładem wydawnictwa „Głosu Karmelu”. Ponadto był autorem wierszy, z których 100 opublikował. Był także autorem utworów scenicznych, w tym Misterium Męki Pańskiej, wystawianego od 1947 w Zawoi-Zakamień w okresie Wielkiego Postu. Jest także autorem linii melodycznych kilku pieśni: „Maryjo, ach jakżeś wspaniała”, „Pójdę, kędy mnie wzywa mój Pan”, „Wśród smutku opuszczenia” oraz „Pośród zawojskich gór”, do której napisał tekst.
Do jego publikacji należą m.in.:
- Najboleśniejsza: rozważania, Kraków 1936,
- Nasz boski król: poznanie – miłość – impresje – fakty, Wydawnictwo OO. Karmelitów, 1938,
- Święta Teresa od Dzieciątka Jezus wzorem młodych katoliczek, Katowice 1939,
- Świat kolend, Kraków 1939,
- Nasz boski król. Poznanie – miłość – impresje – fakty, Wydawnictwo OO. Karmelitów, 1938,
- Znak zbawienia: rozmyślania z przykładami dla czcicieli M. Boskiej Szkaplerznej, 1940,
- Bez Zmazy, Kraków 1948,
- Święty Józef a człowiek współczesny, Kraków 1948.